# Kushzhitmes Ostrov
Kushzhitmes Ostrov är en ö i Kazakstan.   Den ligger i oblystet Qyzylorda, i den sydvästra delen av landet, 1 000 km sydväst om huvudstaden Astana.